# Eduard Amstutz

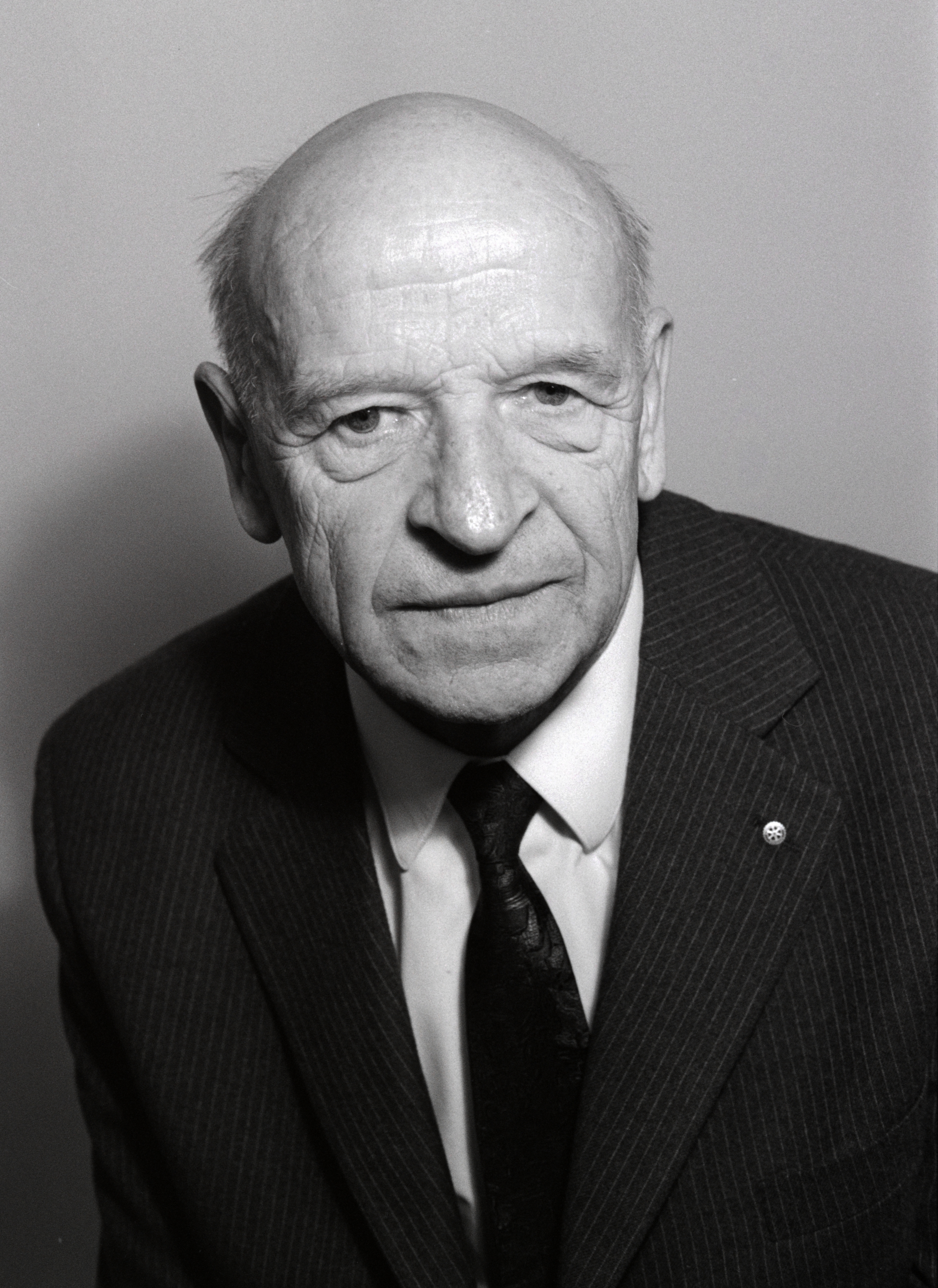
Eduard Amstutz, 1973

Eduard Amstutz, 1927

Eduard Amstutz (* 18. November 1903 in Thun; † 7. Juni 1985 in Pfäfers; heimatberechtigt in Sigriswil) war ein Schweizer Ingenieur und Hochschullehrer.

## Leben
Eduard Amstutz, Sohn des gleichnamigen Thuner Stadtpräsidenten, besuchte das Gymnasium in Bern und absolvierte bis 1927 ein Maschineningenieurstudium an der ETH Zürich. Nach Tätigkeiten beim Bau der Kraftwerke Oberhasli und als Kontrollingenieur beim Eidgenössischen Luftamt wurde er 1937 ausserordentlicher und 1943 ordentlicher Professor für Flugzeugstatik und Flugzeugbau an der ETH Zürich. Vom Wintersemester 1949 bis zu seiner Emeritierung am 30. September 1969 war er ordentlicher Professor für Werkstoffkunde und Materialprüfung an der ETH Zürich und Direktionspräsident der Eidgenössischen Materialprüfungs- und Forschungsanstalt (Empa).